# Marie-Clotilde Bonaparte
Marie-Clotilde Eugénie Alberte Laetitia Geneviève Bonaparte est une princesse de la famille impériale française, née le 20 mars 1912 à Bruxelles (Belgique) et morte au château de la Pommerie, à Cendrieux (France), le 14 avril 1996.

## Biographie
Premier enfant du prince Victor Napoléon et de la princesse Clémentine de Belgique, sa première marraine est l'impératrice Eugénie et son treizième et dernier parrain, derrière le duc de Connaught, est le banquier français Henri Nouvion.
Elle épouse le 17 octobre 1938 à Londres le comte Serge de Witt (1892-1991), d'où dix enfants :
- Marie Eugénie de Witt (née le 29 août 1939), mariée au comte Peter Cheremetieff en 1961, puis au comte Hélie de Pourtalès en 1975 ;
- Hélène de Witt (née le 22 novembre 1941), mariée à Henri du Lau d'Allemans, marquis du Lau d'Allemans en 1959 ;
- Napoléon Serge de Witt (2 novembre 1942 - 6 novembre 1942) ;
- Yolande de Witt (9 novembre 1943 - 6 juillet 1945) ;
- Vera de Witt (née le 7 novembre 1945), mariée à Godefroy de Commarque, marquis de Commarque en 1966. Leur fils Cyril (né en 1970) épouse la princesse Cecile zu Hohenlohe-Langenburg, sœur du prince Philipp zu Hohenlohe-Langenburg et petite-nièce du prince Philip, duc d'Édimbourg ;
- Baudoin de Witt (né le 24 janvier 1947), marié à Isabelle de Rocca-Serra en 1968. Ils sont les parents de l'historienne Laetitia de Witt[2] ;
- Isabelle de Witt (née le 26 janvier 1949), mariée à Remmert Laan en 1970 ;
- Jean-Jérôme de Witt (né le 12 avril 1950), marié à Véronique Dedryver en 1970, puis à Viviane Jutheau en 1992 ;
- Vladimir de Witt (27 janvier 1952-2024), marié à Margarete Mautner von Markhof en 1976, puis à Françoise Martin-Flory en 1993 ;
- Anne de Witt (née le 28 septembre 1953), mariée à Henry Robert de Rancher en 1975.

## Titulature
- 20 mars 1912 : Son Altesse Impériale la princesse Marie-Clotilde Bonaparte.
- 17 octobre 1938 : la comtesse Marie-Clotilde de Witt.